# Родыгин, Аркадий Андреевич
Аркадий Андреевич Родыгин — советский хозяйственный и политический деятель.

## Биография
Родился в 1931 году в Кизнере. Член КПСС.
Окончил Агрызское железнодорожное училище, Красноярский техникум железнодорожного транспорта, Всесоюзный заочный институт инженеров железнодорожного транспорта, Академию общественных наук при Центральном Комитете КПСС.
В 1947—1962 гг. — слесарь, бригадир, заместитель начальника вагонного депо Агрыз.
В 1962—1967 гг. — секретарь Агрызского районного комитета КПСС, 2-й, 1-й секретарь Елабужского городского комитета КПСС.
В 1970—1971 гг. — проректор Елабужского педагогического института.
В 1971—1976 гг. — секретарь партийного комитета КамАЗа.

Огромен вклад в строительство КАМАЗа … Аркадия Андреевича Родыгина, в самый ответственный период строительства и запуска производства возглавлявшего партийную организацию КАМАЗа и участвовавшего в принятии ключевых решений. Его камазовский опыт потом пригодился при решении других сложных задач машиностроения.

В 1976—1986 гг. — заведующий отделами оборонной промышленности, экономики, организационно-партийной работы Татарского областного комитета КПСС.

Родыгин, не спеша, руководство республикой постепенно взял в свои руки. Будучи хорошим психологом, он понял, что Усманов, боясь обвинений в национализме, на любые места назначает людей любой другой национальности..

В 1986—1990 гг. — секретарь, 2-й секретарь Татарского областного комитета КПСС.
Избирался депутатом Верховного Совета РСФСР 11-го созыва. Делегат XXVII съезда КПСС и XIX партконференции.

Избавиться от конкурентов М. Шаймиеву помогло демократическое движение. В феврале 1990 г. до Казани докатилась волна «областных революций», в результате которой секретари ОК КПСС А. Г. Булатов и А. А. Родыгин лишились своих постов..

В 1990—1999 гг. — заместитель директора Казанского научно-исследовательского института вычислительных систем.
В 1999—2003 гг. — 1-й заместитель, советник генерального директора государственного унитарного предприятия «Федеральный научно-производственный центр „Радиоэлектроника“ имени В. И. Шимко».
В 2004 г. — директор государственного унитарного предприятия «Ордена Трудового Красного Знамени Казанский научно-исследовательский институт радиоэлектроники».
В 2004—2006 гг. — советник генерального директора государственного унитарного предприятия «Федеральный научно-производственный центр „Радиоэлектроника“ имени В. И. Шимко».
Принимал активное участие в разработке и производстве радиоэлектронных систем и средств госопознавания «свой-чужой», непосредственно участвовал в разработке системы «40», ОКР «Клиренс-1», «Уния-200» и ряда других.
Умер в 2006 году в Казани.

## Награды
- Орден Ленина
- Орден Трудового Красного Знамени (дважды)
- Орден Дружбы народов
- Орден Знак Почёта